# Хуберт Сальватор Австрийский
Эрцгерцог Хуберт Сальватор Австрийский (нем. Hubert Salvator Rainer Maria Joseph Ignatius, Erzherzog von Österreich, Prinz von Toskana; 30 апреля 1894, Вельс, Верхняя Австрия — 24 марта 1971, замок Перзенбойг, Мельк) — представитель тосканской линии Габсбург-Лотарингского дома, эрцгерцог Австрийский, принц Тосканский.

## Биография

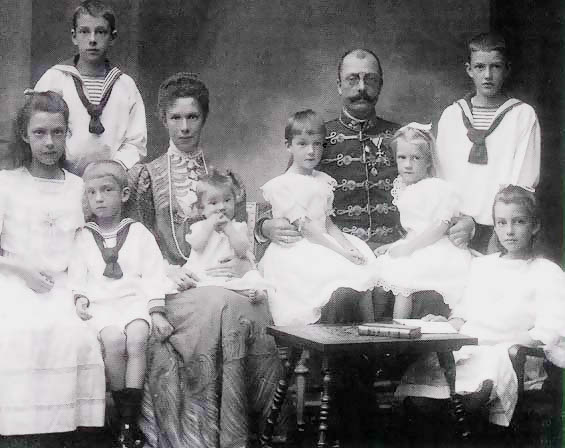
Хуберт Сальватор (справа) с родителями, братьями сестрами, 1905 год

Родился в Вельсе, Верхняя Австрия. Второй сын эрцгерцога Франца Сальватора Австрийского, принца Тосканского (1866—1939), и эрцгерцогини Марии Валерии Австрийской (1868—1924). По материнской линии — внук императора Австро-Венгрии Франца Иосифа I и его супруги Елизаветы Баварской. Братья — эрцгерцоги Франц Карл, Теодор Сальватор и Клемент Сальватор.
Учился в средней школе «Stella Matutina» в Фельдкирхе. Во время Первой мировой войны служил в звании поручика, а затем в качестве ротмистра 4-го драгунского полка. В 1914 году получил орден Золотого руна. Осенью 1917 года по поручению императора Карла I эрцгерцог Хуберт Сальватор вместе с Алоисом Муселем возглавил австрийскую дипломатическую миссию в Османской империи, Сирии и Палестине.
В 1919 году эрцгерцог Хуберт Сальватор Австрийский заявил об отказе от привилегий дома Габсбургов, чтобы он мог дальше проживать в Австрии. В 1920 году он закончил Инсбрукский университет, где изучал право и получил докторскую степень. В 1924 году Хуберт Сальватор унаследовал от своей матери императорскую виллу Бад-Ишль. Позднее его имущество в Австрии было конфисковано. Тем не менее, эрцгерцог работал в качестве лесовода в одном крупном лесном хозяйстве.
В 1946 году во время советской оккупации Австрии Хуберт Сальватор был председателем муниципального комитета в поселке Перзенбойг.
76-летний эрцгерцог Хуберт Сальватор скончался 24 марта 1971 года в замке Перзенбойг, где прожил большую часть своей жизни, вместе с восемью другими членами дома Габсбургов. Был похоронен в семейной гробнице замка.

## Брак и дети
25 ноября 1926 года в Анхольте эрцгерцог Хуберт Сальватор женился на Розмари Сальм-Сальмской (13 апреля 1904 — 3 мая 2001), второй дочери Эммануэля Альфреда, наследного принца цу Зальм-Зальм (1871—1916), и его супруги, эрцгерцогини Марии Кристины Австрийской (1879—1962). Церковная брачная церемония состоялась 26 ноября 1926 года. Супруги имели тринадцать детей:
- Эрцгерцог Фридрих Сальватор Австрийский (27 ноября 1927 — 26 марта 1999), женат с 1955 года на Маргарете графине Кальнохи фон Кёрёшпатак (род. 13 мая 1926)
  - Леопольд (род. 16 октября 1956)
  - Мария (род. 10 февраля 1958)
  - Александр Сальватор (род. 12 апреля 1959)
  - Катарина (род. 1 ноября 1960)
- Эрцгерцогиня Агнесса Кристина Австрийская[англ.] (14 декабря 1928 года — 31 августа 2007), муж с 1949 года принц Карл Альфред Лихтенштейнский (16 августа 1910 — 17 ноября 1985), 7 детей
- Эрцгерцогиня Мария Маргарета Австрийская (род. 29 января 1930)
- Эрцгерцогиня Мария Людовика Австрийская (31 января 1931 — 17 апреля 1999)
  - Мартин Роланд (род. 23 июля 1964)
- Эрцгерцогиня Мария Адельгейда Австрийская (28 июля 1933—10 октября 2021)
- Эрцгерцогиня Елизавета Матильда Австрийская (18 марта 1935 года — 9 октября 1998), жена с 1959 года князя Генриха фон Ауэршперг-Бройннер (род. 21 мая 1931)
  - Иоганн фон Ауэршперг-Бройннер (род. 23 октября 1961)
  - Изабель фон Ауэршперг-Бройннер  (род. 1962)
  - Максимилиан фон Ауэршперг-Бройннер (1964-1990)
  - Мария фон Ауэршперг-Бройннер (род. 1970)
- Эрцгерцог Андреас Сальватор Австрийский (род. 28 апреля 1936), 1-я жена с 1986 года Мария де ла Пьедад Эспиноса (род. 13 января 1951), брак бездетный, 2-я жена с 2001 года графиня Валерия Подстатски-Лихтенштейн (род. 12 января 1967)
  - Тадеус (род. 30 марта 2001)
  - Казимир (род. 27 июля 2003)
  - Алисия (род. 15 февраля 2005)
- Эрцгерцогиня Жозефа Хедвига Австрийская (род. 2 сентября 1937), муж с 1969 года граф Клеменс фон Вальдштейн-Вартенберг (17 июня 1935 — 20 апреля 1996)
  - Эмануэла фон Вальдштейн-Вартенберг (род. 12 декабря 1964)
  - Маттиас фон Вальдштейн-Вартенберг (род. 30 июля 1970)
  - Софи фон Вальдштейн-Вартенберг (род. 17 августа 1971)
  - Изабель фон Вальдштейн-Вартенберг (род. 16 августа 1972)
  - Иоахим фон Вальдштейн-Вартенберг (род. 10 мая 1975)
- Эрцгерцогиня Изабелла Валерия Австрийская (род. 23 мая 1941), муж с 1966 года принц Максимилиан Баденский (род. 3 августа 1933)
  - Мари Луиза Церинген (род. 3 июля 1969)
  - Бернард Макс Церинген (род. 27 мая 1970)
  - Леопольд Макс  Церинген (род. 1 октября 1971)
  - Микаэль Макс Церинген (род. 11 марта 1976)
- Эрцгерцогиня Мария Альберта Австрийская (род. 1 июня 1944), муж с 1969 года барон Александр Коттвиц-Эрдеди (род. 24 сентября 1943)
  - Франциска Фрейин фон Коттвиц-Эрдёди (род. 29 мая 1971)
  - Сара Фрейин фон Коттвиц-Эрдёди (род. 22 февраля 1973)
- Эрцгерцог Маркус Эммануэль Сальватор Австрийский (род. 2 апреля 1946), женат с 1982 года на Хильде Юнгмайер (род. 6 августа 1955)
  - Валентин Сальватор Маркус (род. 30 июля 1983)
  - Максимилиан Сальватор (род. 28 декабря 1984)
  - Магдалена Мария София Розмари (род. 7 марта 1987)
- Эрцгерцог Иоганн Максимилиан Австрийский (род. 18 сентября 1947), женат с 1977 года на Анне Марии Штюммер (род. 15 июня 1950)
  - Каролина (1978-2007)
  - Стефания (род. 14 августа 1978)
  - Изабелла (род. 3 ноября 1981)
- Эрцгерцог Михель Сальватор Австрийский (род. 2 мая 1949), женат с 1992 года на баронессе Эве Антонии фон Гофман (род. 25 февраля 1961).
  - Мария Кристина (род. 9 ноября 1997)

## Титулы и стили
- 30 апреля 1894 — 24 марта 1971 года: "Его Императорское и Королевское Высочество Эрцгерцог Хуберт Сальватор Австрийский, Принц Тосканский.

## Награды
- Кавалер австрийского Ордена Золотого руна

## Галерея

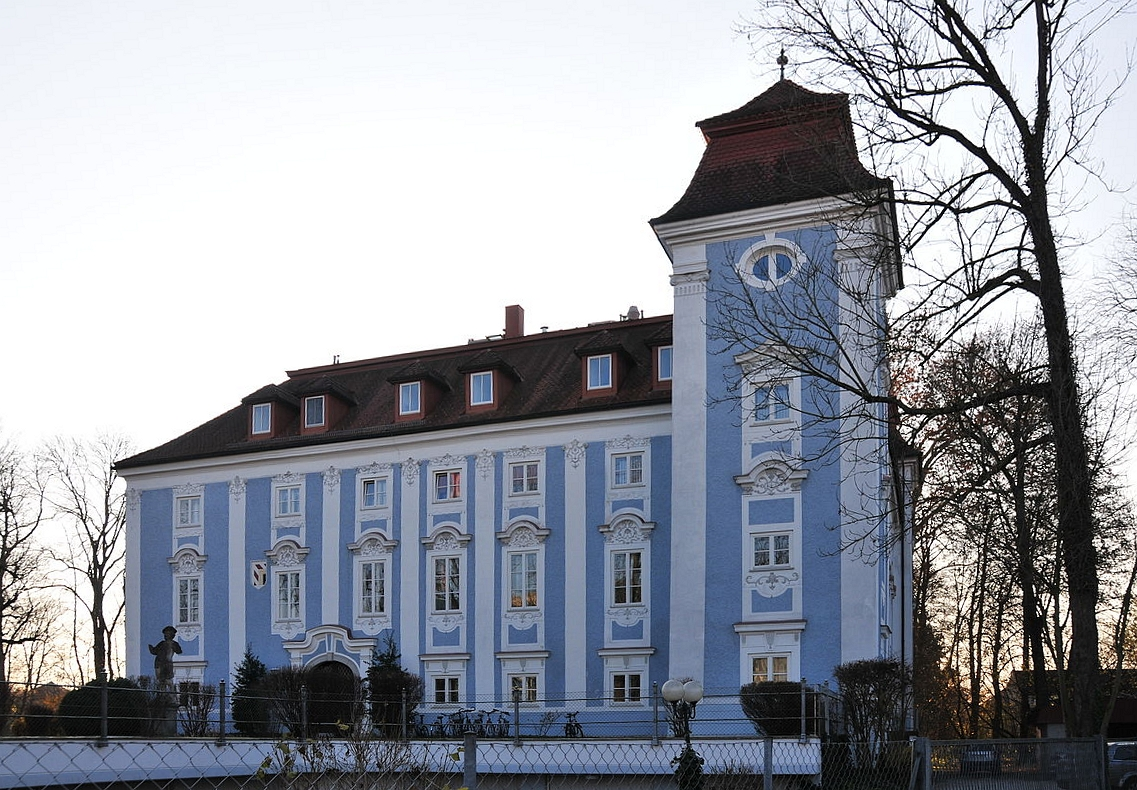
Замок Лихтенег, город Вельс, Верхняя Австрия
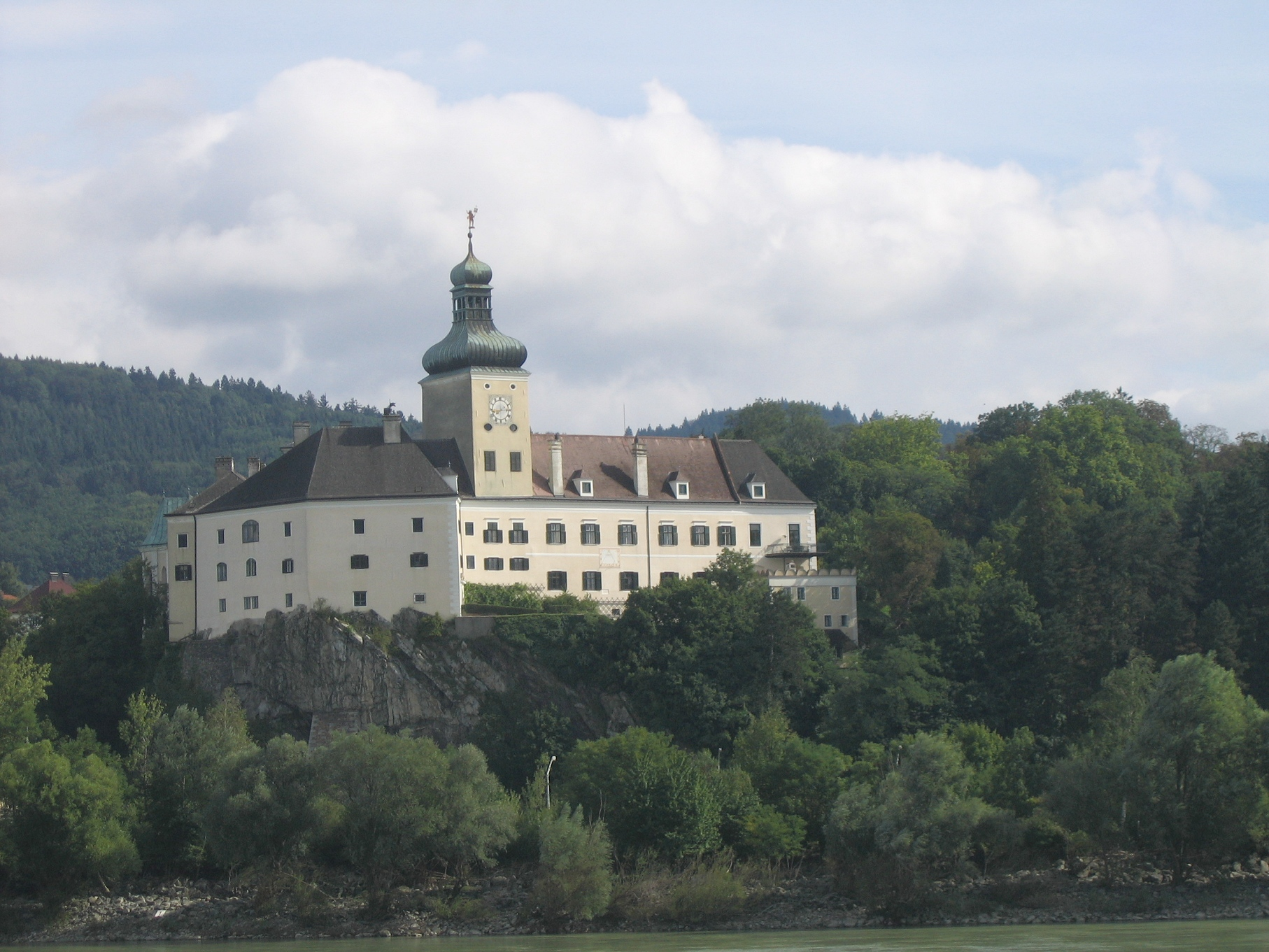
Замок Перзенбойг, Перзенбойг-Готсдорф, округ Мельк, Нижняя Австрия
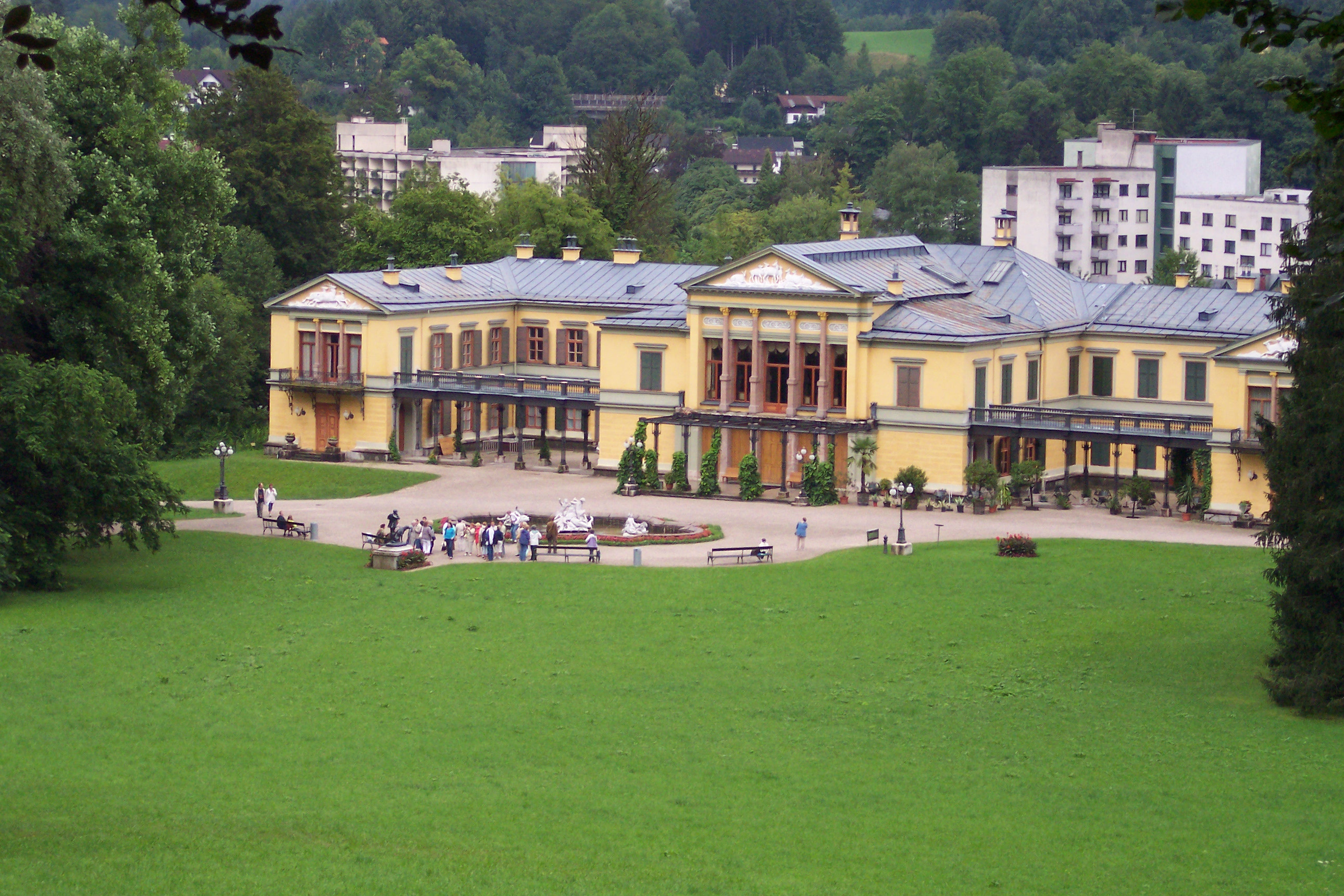
Вилла Бадл-Ишль